# Yani Van Den Bossche
Yani Van Den Bossche (Kortrijk, 1 juni 2001) is een Belgisch voetballer die sinds 2023 onder contract ligt bij KSV Oostkamp. Van Den Bossche is een aanvallende middenvelder.

## Carrière
Van Den Bossche genoot zijn jeugdopleiding bij KSC Wielsbeke, Zulte Waregem, Club Brugge en KV Kortrijk. Op 17 oktober 2020 maakte hij zijn officiële debuut in het eerste elftal van de club: in de competitiewedstrijd tegen KV Mechelen viel hij in de 71e minuut in voor Eric Ocansey. Eind december 2020 ondertekende Van Den Bossche zijn eerste profcontract in het Guldensporenstadion.
In zijn debuutseizoen bij het eerste elftal van KV Kortrijk mocht hij acht keer invallen in de Jupiler Pro League. In de bekerwedstrijd tegen Lommel SK (1-3-winst) kreeg hij van gelegenheidstrainer Bart Meert, die de ontslagen Yves Vanderhaeghe verving in afwachting van zijn opvolger Luka Elsner, eveneens een invalbeurt. Onder Elsner kwam hij dat seizoen niet meer aan spelen toe in een officiële wedstrijd.
In augustus 2021 maakte Van Den Bossche de overstap naar Royal Knokke FC. Daar groeide hij al snel uit tot een vaste waarde op het middenveld. Van Den Bossche eindigde in zijn debuutseizoen bij Knokke tweede in de reguliere competitie, In de promotie-playoffs, waarin Van Den Bossche in alle zes de wedstrijden in actie kwam, kon Knokke slechts een keer winnen, waardoor FCV Dender EH de kustclub nog voorbijstak. In de Beker van België stroomde de club door naar de zestiende finales, waar uitgerekend KV Kortrijk hen uitschakelde.
In zijn tweede seizoen, waarin Knokke slechts achtste eindigde, kwam Van Den Bossche voor de jaarwisseling in de competitie enkel in actie via invalbeurten. In januari 2023 werd hij dan ook genoemd bij KVK Westhoek. Bij zijn eerste basisplaats van het seizoen in de competitie, op 22 januari 2023 tegen Patro Eisden Maasmechelen, was hij meteen goed voor een doelpunt. Een week later mocht hij tegen KFC Mandel United opnieuw starten. Ditmaal dwong hij een owngoal af, wat Knokke een 1-0-zege opleverde. Vanaf dan was Van Den Bossche vaker basisspeler dan invaller. Uiteindelijk klokte hij op het einde van het seizoen 2022/23 af op 29 competitiewedstrijden.
Na twee seizoenen bij Knokke maakte Van Den Bossche de overstap naar KSV Oostkamp, een club uit de Tweede afdelihg. Van Den Bossche liet in een interview optekenen dat hij zichzelf was gaan aanbieden bij de club.

## Clubstatistieken
| Seizoen         | Club            | Land            | Competitie       | Competitie | Competitie | Beker | Beker | Supercup | Supercup | Europees | Europees | Totaal | Totaal |
| Seizoen         | Club            | Land            | Competitie       | Wed.       | Dlp.       | Wed.  | Dlp.  | Wed.     | Dlp.     | Wed.     | Dlp.     | Wed.   | Dlp.   |
| --------------- | --------------- | --------------- | ---------------- | ---------- | ---------- | ----- | ----- | -------- | -------- | -------- | -------- | ------ | ------ |
| 2020/21         | KV Kortrijk     | Vlag van België | Eerste klasse A  | 8          | 0          | 1     | 0     | —        | —        | —        | —        | 9      | 0      |
| 2021/22         | Royal Knokke FC | Vlag van België | Eerste nationale | 32         | 2          | 3     | 0     | —        | —        | —        | —        | 35     | 2      |
| 2022/23         | Royal Knokke FC | Vlag van België | Eerste nationale | 29         | 2          |       |       | —        | —        | —        | —        | 29     | 2      |
| 2023/24         | KSV Oostkamp    | Vlag van België | Tweede afdeling  | 3          | 1          | 2     | 0     | —        | —        | —        | —        | 5      | 1      |
| Carrière totaal | Carrière totaal | Carrière totaal | Carrière totaal  | 72         | 5          | 6     | 0     | 0        | 0        | 0        | 0        | 78     | 5      |

Bijgewerkt op 10 september 2023.